# 斯圖爾湖
斯圖爾湖（Storsjön）是瑞典國內第五大湖泊。面積464平方公里，最大深度74米。位於耶姆特蘭省境內。城市厄斯特松德坐落於斯圖爾湖東岸。湖內有一島嶼，名福洛色島。斯圖爾湖以其的斯图尔湖水怪傳說而聞名。
63°13′N 14°19′E / 63.22°N 14.32°E